# I Am Part of the Resistance Inside the Trump Administration
I Am Part of the Resistance Inside the Trump Administration (en inglés: «Soy parte de la resistencia dentro de la administración Trump») es un ensayo anónimo publicado por The New York Times el 5 de septiembre de 2018. Se describe al autor como un alto funcionario que trabaja para la administración del presidente de los Estados Unidos Donald Trump.
El artículo de opinión critica a Trump y dice que muchos miembros actuales de la administración deliberadamente desobedecen o ignoran sus sugerencias y órdenes por el bien de los Estados Unidos. También dice que algunos miembros del gabinete en los primeros días de la administración discutieron el uso de la Vigesimoquinta Enmienda a la Constitución de los Estados Unidos como una forma de sacar al presidente del poder.
El comité editorial del The New York Times dijo que conoce la identidad del autor pero que le otorgó a la persona el anonimato para protegerla de represalias. La publicación de este editorial fue inusual porque The New York Times no suele publicar piezas escritas anónimamente.

## Trasfondo político
El ensayo fue publicado el 5 de septiembre de 2018. Durante la semana en que se publicó el artículo, el libro Fear: Trump in the White House del autor político Bob Woodward estaba siendo promocionado en los medios de comunicación antes de su fecha de lanzamiento del 11 de septiembre. El libro de Woodward describe a la administración Trump como sumida en el caos y la oposición interna a los impulsos de Trump. El día anterior a la publicación del ensayo, el Comité Judicial del Senado de los Estados Unidos inició audiencias públicas sobre el controvertido candidato a la Corte Suprema de los Estados Unidos, Brett Kavanaugh. El ensayo fue publicado dos meses antes de las elecciones al Senado y a la Cámara de Representantes de los Estados Unidos de 2018. El momento de su publicación se ha cuestionado como una posible diversión calculada, aunque el consejo editorial del The New York Times lo negó.

## Contenido
El autor del ensayo escribe que él, y muchos de sus colegas, deliberadamente no siguen algunas instrucciones del presidente cuando sienten que la propuesta sería mala para el país, «trabajando diligentemente» para bloquear sus «peores inclinaciones». El autor escribe: «La raíz del problema es la amoralidad del presidente. Cualquiera que trabaje con él sabe que no está amarrado a ningún primer principio discernible que guíe su toma de decisiones». El autor expresa su apoyo a una plataforma republicana tradicional, y en particular el recorte de impuestos de Trump, pero está en desacuerdo con la política exterior de Trump y se enorgullece de los esfuerzos de sus colegas para cambiar esa política con respecto a Rusia. El editor de la página editorial del periódico resumió la perspectiva de la columna como «la de un conservador que explica por qué sintió que incluso si trabajar para la administración Trump significaba comprometer algunos principios, al final le servía al país si lograba algunos de los objetivos políticos del presidente mientras ayudaba a resistir algunos de sus peores impulsos».

## Identidad del autor
The New York Times ha dicho que estaban trabajando con un solo autor, no con un grupo de funcionarios, y que el texto fue ligeramente editado por ellos, pero no con el propósito de oscurecer la identidad del autor. Dijeron que la definición de «alto funcionario de la administración» era la utilizada en la práctica regular por los periodistas para describir «puestos en el escalafón superior de una administración, como el que ocupa este escritor».
El editor de la página editorial del periódico, el editor de opinión y el editor conocen la identidad del autor. Patrick Healy, editor de política del periódico, dijo que no se ha filtrado información de identificación a la sala de prensa del The New York Times. El acuerdo entre el departamento editorial del periódico y el autor no impide que el departamento de noticias del periódico investigue la identidad del autor.
Según James Dao, editor de la página editorial del periódico, el autor fue presentado por un intermediario de confianza, y la identidad del autor se verificó mediante verificación de antecedentes y comunicación directa. Dijo que se creía que el uso de una identidad anónima y vagamente descrita era necesaria para proteger al autor de represalias, «y esa preocupación ha sido confirmada por la reacción del presidente al ensayo». En respuesta a la pregunta de un lector sobre si el periódico podría tener que revelar el nombre del autor, Dao respondió: «Tenemos la intención de hacer todo lo que esté a nuestro alcance para proteger la identidad del escritor y tenemos la gran confianza de que el gobierno no puede forzarnos legalmente a revelarlo».
Se han ofrecido varias teorías sobre quién escribió el artículo de opinión. Algunas teorías examinaron qué funcionarios de la administración tienen un registro del uso de ciertas palabras que aparecen en el ensayo. Específicamente, las teorías se centraron en el uso de las palabra «lodestar», una palabra en inglés «arcaica» y un «término antiguo y de uso poco común» que significa «estrella polar» o «estrella guía». Algunos corredores de apuestas hicieron apuestas sobre quién es el autor anónimo; Mike Pence es el favorito en un sitio, mientras que Jeff Sessions lidera el campo en otro.
Más de 30 altos funcionarios del gobierno han negado haber escrito el editorial:
- Alexander Acosta, Secretario del Trabajo.[12]
- Alex Azar, Secretario de Salud y Servicios Humanos.[12]
- John Bolton, Consejero de Seguridad Nacional.[13]
- Ben Carson, Secretario de Vivienda y Desarrollo Urbano.[12]
- Elaine Chao, Secretaria de Transporte.[12]
- Dan Coats, Director de Inteligencia Nacional.[12]
- Kellyanne Conway, consejera presidencial.[12]
- Betsy DeVos, Secretaria de Educación.[12]
- Zachary Fuentes, Jefe de Estado Mayor Adjunto.[14]
- Nikki Haley, embajadora en las Naciones Unidas.[12]
- Gina Haspel, directora de la CIA.[12]
- Kevin Hassett, presidente del Consejo de Asesores Económicos.[15]
- Sarah Huckabee Sanders, Secretaria de Prensa de la Casa Blanca.[16]
- Jon Huntsman, embajador en Rusia.[12]
- Lawrence Kudlow, Director del Consejo Económico Nacional.[17]
- Robert Lighthizer, representante Comercial de los Estados Unidos.[13]
- James Mattis, Secretario de Defensa.[12]
- Don McGahn, Consejero de la Casa Blanca.[12]
- Linda McMahon, Administradora de la Administración de Pequeñas Empresas.[12]
- Steven Mnuchin, Secretario del Tesoro.[12]
- Mick Mulvaney, Director de la Oficina de Gestión y Presupuesto.[12]
- Kirstjen Nielsen, Secretaria de Seguridad Nacional.[12]
- Ajit Pai, presidente de la Comisión Federal de Comunicaciones.[18]
- Mike Pence, vicepresidente de los Estados Unidos.[12]
- Sonny Perdue, Secretario de Agricultura.[12]
- Rick Perry, Secretario de Energía.[12]
- Mike Pompeo, secretario de Estado.[12]
- Wilbur Ross, secretario de Comercio.[12]
- Jeff Sessions, fiscal general.[12]
- Raj Shah, vicesecretario de Prensa de la Casa Blanca.[19]
- Joseph Simons, presidente de la Comisión Federal de Comercio.[18]
- Melania Trump, primera dama de los Estados Unidos.[16]
- Andrew R. Wheeler, Administrador en funciones de la Agencia de Protección Ambiental.[12]
- Robert Wilkie, Secretario de Asuntos de Veteranos.[12]
- Christopher A. Wray, Director del FBI.[13]
- Ryan Zinke, Secretario del Interior.[12]

El senador estadounidense Rand Paul sugirió que el presidente obligue a los miembros de su administración a tomar exámenes de detector de mentiras. Los asesores presidenciales sí consideraron los exámenes de polígrafo y exigieron a los funcionarios que firmaran declaraciones juradas. Aparecieron informes de que la administración presentó una lista de alrededor de una docena de personas sospechosas de haber escrito el editorial. Para el 7 de septiembre, Trump dijo que el Departamento de Justicia debería abrir una investigación para determinar quién escribió el ensayo. Sin embargo, el Departamento de Justicia solo podría abrir una investigación si se determina que el editorial publicitó información clasificada.

## Reacción
Trump reaccionó en privado con lo que se describió como ira «volcánica». A través de Twitter dijo que el autor estaba «probablemente aquí por todas las razones equivocadas». También cuestionó a través de Twitter si el asistente era otra «fuente falsa» inventada por el «fallido New York Times». Trump tuiteó: «If the GUTLESS anonymous person does indeed exist, the Times must, for National Security purposes, turn him/her over to government at once!» («¡Si la persona anónima SIN CORAJE existe, el Times debe, por motivos de seguridad nacional, entregarlo al gobierno de inmediato!»). Más tarde tuiteó: «TREASON?» («¿TRAICIÓN?»).
La Secretaria de Prensa de la Casa Blanca, Sarah Huckabee Sanders, calificó al autor de «cobarde» y dijo que debería renunciar. Algunos demócratas, incluidos Robby Mook y Peter Daou, criticaron al autor por no hacer lo suficiente para detener a Trump. El representante demócrata de California Jimmy Gomez elogió al autor por hablar en contra del presidente, pero criticó al autor por mantener el anonimato y dijo: «Este es el problema con muchos republicanos, incluso en la Cámara: dicen en privado que está mal, pero no hacen nada al respecto». El expresidente Barack Obama advirtió que el artículo de opinión debe ser visto como un signo de «tiempos peligrosos» más que como una fuente de consuelo, criticando las acciones del autor como antidemocráticas.
La politóloga de la Universidad de Georgetown Elizabeth N. Saunders señaló que si bien es cierto que el personal dentro de administraciones a menudo rechaza los puntos de vista del presidente en funciones y que el personal filtra información a la prensa, la medida en la que los asesores principales de la administración Trump reaccionan contra él es «esencialmente sin precedentes». Naunihal Singh, un experto en golpes de Estado en el Naval War College, rechazó la afirmación de que el esfuerzo en contra de Trump constituyó un golpe.